# Otto von Feldmann

Otto von Feldmann

Otto von Feldmann (* 6. August 1873 in Berlin; † 20. Mai 1945 in Hannover) war ein deutscher Offizier und Politiker.

## Herkunft und Familie
Otto war der Sohn des preußischen Generalmajors Adolf von Feldmann (1828–1894) und dessen Ehefrau Jenny, geborene Lührsen (1841–1917). Seine Großeltern mütterlicherseits waren der namhafte Hamburger Jurist und Erste Beamte der Hamburgischen Hypothekenverwaltung Dr. Gustav Lührsen (1805–1868) und dessen aus der hanseatischen Familie stammende Frau Charlotte Jauch (1811–1872). Sein Onkel war der Kaiserlich-Deutsche außerordentliche Gesandte und Minister Johannes Lührsen (1838–1903), sein Bruder der Generalleutnant und Staatssekretär im Reichswehrministerium Hans von Feldmann (1868–1940). Dr. Peter von Feldmann (* 1936), Vorsitzender Richter a. D. am Oberverwaltungsgericht Berlin, ist sein Enkel.

## Leben

Offiziere der deutschen Militärmission im Osmanischen Reich
bei der Abreise 1913
Zweiter von links: Major Otto von Feldmann

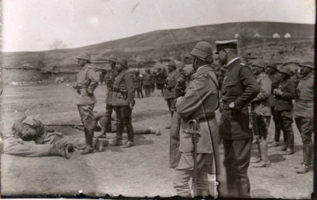
Otto von Feldmann (rechts) und Enver Pascha (halbrechts) inspizieren die III. Osmanische Armee vor der
Schlacht von Sarıkamış 1914

Feldmann besuchte das Königliche Gymnasium in Bromberg, das Kaiser-Wilhelm- und Ratsgymnasium Hannover, die Kadettenvoranstalt in Potsdam und die Hauptkadettenanstalt in Groß-Lichterfelde bei Berlin.
1892 trat Feldmann als Leutnant in das 1. Hannoversche Infanterie-Regiment Nr. 74 der Preußischen Armee ein. 1907 wurde er in den Generalstab versetzt. 1910/12 diente er als Kompaniechef im Grenadier-Regiment „König Friedrich I.“ (4. Ostpreußisches) Nr. 5, danach wieder im Generalstab.
1913 wechselte Feldmann im Rahmen der deutschen Militärmission im Osmanischen Reich in türkische Dienste. Dort war er zunächst Abteilungschef im Generalstab, dann Chef des Stabes der 1. Armee und schließlich als Feldmann Pascha Chef der Operationsabteilung in der türkischen Obersten Heeresleitung (Osmanisches Großes Hauptquartier). In dieser Funktion wirkte er mit an dem Genozid an den Armeniern. Gemeinsam mit General Friedrich Bronsart von Schellendorf, Chef des Generalstabs des osmanischen Feldheeres in Istanbul, war er fast täglich mit dem türkischen Kriegsminister Enver Pascha zusammen und stimmte sich im Detail mit ihm ab. Feldmann äußerte hierzu: „Es soll und darf aber nicht geleugnet werden, daß auch deutsche Offiziere – und ich selbst gehöre zu diesen – gezwungen waren, ihren Rat dahin zu geben, zu bestimmten Zeiten gewisse Gebiete im Rücken der Armee von Armeniern freizumachen.“ Nach Abschluss des Versailler Vertrages (28. Juni 1919) nahm er als Oberstleutnant i. G. seinen Abschied.
Ab 1919 war Feldmann politisch aktiv. 1920–1933 war er Landesvorsitzender der Deutschnationalen Volkspartei. Er steuerte als „politischer Beauftragter“ Paul von Hindenburgs bei dessen Wahl zum Reichspräsidenten die Kampagne und leitete das „Sekretariat von Hindenburg“ nach dessen Wahl. Feldmann gehörte dem nationalsozialistischen Reichstag in der 2. Wahlperiode 1933–1936 und in der 3. Wahlperiode 1936–1938 als Gast der Fraktion der Nationalsozialisten an.
Darüber hinaus war Feldmann Gauvorsitzender im Alldeutschen Verband sowie Mitglied in dessen Hauptleitung.

## Schriften
- Peter von Feldmann (Hrsg.): Otto von Feldmann, Türkei, Weimar, Hitler. Lebenserinnerungen eines preußischen Offiziers und deutschnationalen Politikers. 2013.